# Березанский лиман
Береза́нский лима́н — лиман северо-западной части Чёрного моря. Название получил от реки Березанки. Состоит из двух заливов: Березанского и Сосицкого.

## Географическое расположение
Березанский лиман расположен на восточной оконечности Одесского плато и является продолжением долин рек Сосик и Березань. Сообщается с морем у села Рыбаковка проливом шириной 400 м с площадью поперечного сечения 2060 м². Длина лимана 20-25 км, средняя ширина 2-3 км, средняя глубина 3,3 м (наибольшая — около 15 м). Площадь водного зеркала 60 км², объём воды 0,2 км³. Около половины площади лимана приходится на мелководья. Долина его асимметрична. Берега круты, обрывисты, состоят главным образом из известняковых, глинистых и глинисто-песчаных отложений. Широкая песчаная коса разделяет Березанский лиман на два залива: восточный — Березанский и западный — Сосицкий, истоками которых служат реки Березань и Сосик.

## Природа
Березанский лиман настоящий рай для многих видов береговых и болотных птиц. Ласточки-береговушки, стрижи, пеликаны. В прибрежных зарослях камыша находят прибежище лебеди, дикие утки и цапли. Перелетные птицы, такие как аисты и серые журавли часто останавливаются на ночевки по берегам Березанского лимана.
Самой популярной рыбой в Березанском лимане является бычок. Представлен он в нескольких разновидностях. Так как бычок хорошо приспособлен к слегка солоноватой воде, то кнуты, зеленчики, кругляки, рыжики водятся в достаточном количестве.
Кроме бычка в Березанском лимане неплохо чувствуют себя судаки, щуки, кефаль и камбала-глосса. Правда водятся они в южной части лимана, там где вода более соленая. А северную его часть представляют карпы, караси, окуни, пеленгас.